# Campylopus belangeri
Campylopus belangeri är en bladmossart som beskrevs av Thériot 1928. Campylopus belangeri ingår i släktet nervmossor, och familjen Dicranaceae. Inga underarter finns listade i Catalogue of Life.